# 신으뜸
신으뜸(1987년 3월 6일 ) 은 대한민국 남자 배구 선수이다. 키는 190cm이며, 포지션은 레프트이다. 프로선수에서 은퇴하여 현재 실업팀인 화성시청 소속이다.

## 선수생활
성균관대학교를 졸업하고 대전 삼성화재 블루팡스에 2라운드 4순위로 입단하였다. 입단초기에는 큰 존재감이 없었다. 입단후 2번째시즌까지 치른후 상무 배구단에 입단하여 군복무를 시작하였고, 2013년 3월에 제대하였다. 제대후 챔피언결정전에서 조커로 쏠쏠한 활약을 하였다. 그러다가 2013-2014시즌 이강주의 보상선수로 우리카드로 이적하였다. 그렇게 팀에서 식스맨으로 쏠쏠한 활약을 하다가 2018년 10월 1일 윤봉우를 상대로 조근호와 함께 수원 한국전력 빅스톰으로 이적하였다. 이적 후 2번째 시즌인 2019-2020시즌을 앞두고 주장이 되었다.
2020년 6월 30일부로 자유신분선수(은퇴)공시되었다.